# Karla Prodan
Karla Prodan (29 agosto 1998) è una judoka croata.

## Palmarès
- Europei

Praga 2020: bronzo nei 78 kg.
- Festival olimpico della gioventù europea

Tbilisi 2015: bronzo nei 70 kg.
- Europei Under-23

Parenzo 2020: argento nei 78 kg.
- Mondiali juniores

Nassau 2018: argento nei 78 kg.
- Europei juniores

Sofia 2018: bronzo nei 78 kg.
- Mondiali cadetti

Sarajevo 2015: oro nei 70 kg.
- Europei cadetti

Sofia 2015: bronzo nei 70 kg.